# Porphyrinia pseudostrina
Porphyrinia pseudostrina är en fjärilsart som beskrevs av Rothschild 1914. Porphyrinia pseudostrina ingår i släktet Porphyrinia och familjen nattflyn. Inga underarter finns listade i Catalogue of Life.